# Huze!
Huze! Huze! Huze! – jeden z okrzyków wznoszonych jako aklamacja podczas uroczystości w Rycie Szkockim Dawnym i Uznanym.